# Llengua beja
El beja (també anomenat bedawiye o badawiya) és una llengua afroasiàtica parlada per més d'un milió d'individus pertanyents en llur majoria al poble beja, al llarg de la costa nord-oriental del Sudan, així com a l'Egipte, i a Eritrea.
El lloc que li correspon dins el phylum afroasiàtic és motiu de debat entre els experts: mentre que els afroasiaticistes l'han considerat tradicionalment membre de la família cuixítica, diversos investigadors, entre els quals destaca Robert Hetzron, l'han elevat al rang de branca afroasiàtica independent.